# Klyngecomputer
En klyngecomputer er dedikerede eller ad-hoc computere forbundet via et datanet (og ikke en databus), som konventionelle fler-processor computere benytter til informationsudveksling. Formålet er at distribuere beregningerne til computerne i klyngen.
Man skelner normalt mellem to typer klyngecomputere:
- Grid- typen, der typisk udgøres af mindst to forbundne computercentre via WAN (fx (internettet)) (computercentrene har oftest hver især flere computere) - eller blot en masse computere forbundet via WAN. Eksempler: Berkeley Open Infrastructure for Network Computing (BOINC) og Folding@home.
- Cluster-typen, der typisk er almindelige servere eller PC'er der er alene forbundet i et lokalt netværk, så de tilsammen udgør en kraftig computer.

Da almindelige servere og PCere er meget billige i ren regnekraft, kan denne løsning være en billigere vej til en supercomputer.
Da netværket i et "cluster" er meget langsommere end det, der bruges i de specialiserede supercomputere (der til gengæld typisk er noget dyrere), er der nogle problemer hvor disse egentlige supercomputere er clustercomputerne langt overlegne.

### Praktiske implementationer
- Berkeley: "... The Berkeley Network of Workstations (NOW) project seeks to harness the power of clustered machines connected via high-speed switched networks..." Arkiveret 28. juli 2003 hos  Wayback Machine